# Our Exagmination Round His Factification for Incamination of Work in Progress
Our Exagmination Round His Factification for Incamination of Work in Progress es una colección de ensayos críticos acerca de Finnegans Wake, la última novela de James Joyce. La colección fue publicada en 1929 por la editorial Faber & Faber. 
La expresión Work in Progress aludía al título preliminar bajo el que se publicaron algunos fragmentos de la futura Finnegans Wake en la revista transition. Los ensayos de Our Exagmination fueron redactador por escritores que conocieron personalmente a Joyce y siguieron el desarrollo del libro en diferentes etapas. Otros, como Beckett, pertenecían al círculo más cercano de discípulos joyceanos. 
Our Exagmination fue publicado diez años antes que el Wake apareciera en forma de libro. Colaboraron con sus ensayos: el posterior Nobel de Literatura Samuel Beckett, los estudiosos de la obra de Joyce Frank Budgen y Stuart Gilbert, el editor de transition, Eugene Jolas, el peruano Victor Llona, el poeta estadounidense William Carlos Williams, Robert McAlmon, Thomas MacGreevy, Elliot Paul, John Rodker, Marcel Brion y Robert Sage.
Dos "cartas de protesta" (de G.V.L. Slingsby y Vladimir Dixon) fueron también incluidas en Our Exagmination. Por entonces, se rumoreaba que era Joyce el que había escrito la segunda carta, como una particular protesta en contra de sí mismo. Sylvia Beach y Richard Ellmann sostenían esta sospecha, basados en un juicio estilístico. Posteriormente, se confirmó que realmente existía un hombre llamado Vladimir Dixon, que habría enviado esta carta a la librería Shakespeare and Company, y de esta manera, el texto habría terminado como parte de Our Exagmination. Sin embargo, llama la atención que dos conocedores de la obra de Joyce, como Beach y Ellman, fueran engañados por un imitador de la prosa joyceana, hasta entonces completamente desconocido.
- Datos: Q3800795